# Lucius Aemilius Paullus (Konsul 1)
Lucius Aemilius Paullus war ein römischer Politiker und Senator.
Paullus war ein Sohn des Paullus Aemilius Lepidus, Konsul im Jahr 34 v. Chr. Aufgrund seiner Ehe mit der jüngeren Iulia, einer Enkelin des Augustus, hatte er gute Beziehungen zum Kaiserhaus. Wohl deshalb bekleidete er schon im Jahr 1 n. Chr. gemeinsam mit seinem Schwager, Augustus’ Adoptivsohn und designierter Nachfolger Gaius Caesar, das Konsulat.
Über seinen weiteren Lebensweg wird in der Forschung kontrovers diskutiert. Dabei überwiegt die Meinung, dass Paullus bald bei Augustus in Ungnade gefallen und als Hochverräter hingerichtet worden sei. Dem vorausgegangen war wohl eine Verschwörung im Jahr 8 n. Chr., die Paullus mit seiner Gattin gegen Augustus geplant haben soll, nachdem deren jüngster Bruder Agrippa Postumus – die beiden älteren, von Augustus als Nachfolger adoptierte Brüder Gaius  und Lucius Caesar waren bereits gestorben – auf die Insel Planasia verbannt worden war. Aufgrund der Verbannung seines Schwagers sah sich Paullus offenbar um die politischen Hoffnungen betrogen, die er in die Ehe mit der Enkelin des Augustus gesetzt hatte. Hingegen vertritt Ronald Syme die Auffassung, dass Paullus nicht hingerichtet worden sei, sondern lediglich ins Exil gehen musste. Er bezieht dabei auf eine Inschrift, in der ein Lucius Aemilius Paullus als Arvalbruder bezeichnet wird, den er mit Paullus gleichsetzt.